# An Indian Vendetta
An Indian Vendetta è un cortometraggio muto del 1912 diretto da Lewin Fitzhamon.

## Trama
Una ragazza, per salvare alcuni cacciatori dagli indiani, monta a cavallo e galoppa per avvisare le Giubbe Rosse.

## Produzione
Il film fu prodotto dalla Hepworth.

## Distribuzione
Distribuito dalla Hepworth, il film - un cortometraggio di 168 metri - uscì nelle sale cinematografiche britanniche nel gennaio 1912.